# Greene megye (Virginia)
Greene megye az Amerikai Egyesült Államokban, azon belül Virginia államban található. Megyeszékhelye és legnagyobb városa Stanardsville. Lakosainak száma 20 552 fő (2020. április 1.). Greene megye Rockingham, Page, Madison, Orange és Albemarle megyékkel határos.

## Népesség
A megye népességének változása:
| Lakosok száma | 18 441 | 18 650 | 18 752 | 18 804 | 19 162 | 20 552 |
|               | 2010   | 2011   | 2012   | 2013   | 2015   | 2020   |